# Tom Tirabosco
Pour les articles homonymes, voir Tirabosco.
Tom Tirabosco, né le 23 avril 1966 à Rome, est un scénariste et auteur de bande dessinée suisse. 

## Biographie

### Origines et études
Tom Tirabosco naît en 1966 à Rome. Il est le frère aîné de Michel Tirabosco.
En 1970, sa famille s'installe en Suisse, à Meinier, dans le canton de Genève, où il vit et travaille. Il est diplômé de l'École supérieure des beaux arts de Genève, où il a Carmen Perrin comme enseignante principale. 

### Parcours professionnel et artistique

#### BD
« Son emploi de la technique du monotype [...] est unique dans le monde de la BD. ».
Tom Tirabosco est à l'initiative avec la Swiss Comics Artists Association, dont il est membre, de la création de l'École Supérieure de bande dessinée et d'illustration de Genève,. Il y est enseignant.
En 2024, il est l'invité d'honneur de la 18e édition du Festival international de bande dessinée de Lausanne.

#### Presse et autres
Il travaille régulièrement avec la Tribune de Genève. Il y a dessiné, dans le supplément week-end du jeudi, sur la dernière page, une case avec Le Canard entre novembre 2004 et décembre 2008). Il a aussi réalisé de nombreux dessins pour le magazine Via, publication des CFF qui sort 10 fois l'an[réf. nécessaire]. Il fournit également des dessins publiés dans La Revue durable ainsi que dans le quotidien Le Temps. Il réalise également des affiches culturelles et politiques.

### Engagement environnemental
Tom Tirabosco anime des camps du WWF à la fin des années 1980.
Il crée des affiches pour Les Verts ou pour Greenpeace. Il illustre régulièrement La Revue durable, il a dessiné pour La Salamandre junior et pour une bande dessinée d'aventures sur la déforestation au Congo.
Dans Femme sauvage, il met en scène une héroïne en colère qui fuit un monde en déroute pour rejoindre les « rebelles » d'Extinction Rebellion. Dans une interview au Temps, il se réfère pour expliquer son œuvre à l'effondrement de la biodiversité mis en relief par le récent rapport de l'IPBES et à l'effondrement des équilibres politiques et sociaux. Il soutient et s’est rendu à la ZAD du Mormont en 2021.
Tom Tirabosco participe avec d'autres créateurs suisses à créer une charte du climat pour les artistes, afin qu'ils s'engagent et intègrent l'impact écologique dans leurs œuvres.

## Œuvres
- L'émissaire, Atrabile-Papiers Gras, 1997.
- Ailleurs au même instant, La Joie de lire, 1997.
- Les fonds de poches, La Joie de lire coll. « Les Versatiles », 1998.
- Cabinet de curiosité, Atrabile (Coll. Flegme), 1999.
- Le Colporteur, scénario Marie-Christophe Arn, Delcourt coll. « Encrages », 1999.
- Week-end avec préméditation, scénario Pierre Wazem, Les Humanoïdes associés coll. « Tohu Bohu », 2000.
- Les cailloux de Chacha, textes de Pierre Yves Jacopin, La Joie de lire coll. « Les P'tits Suisses », 2000.
- Seul au monde, scénario Rodolphe, Magnard coll. « Les P'tits Fantastiques », 2000.
- Narcissimo, textes de Urs Richle, La Joie de lire, 2001.
- L'imagier de Tom, La Joie de lire, 2002.
- L'œil de la forêt, Casterman coll. « Un Monde », 2003[9].
- Le dessert, La Joie de lire coll. « Somnambule », 2003.
- Léo & Léa, scénario de Véronique Grisseaux, Casterman, coll. « Grande ligne ».

1. Cette chère Alicia, 2004.
2. L'Académie des nazes, 2005.
3. Touche pas à ma forêt, 2007.

- Arnold, La Joie de lire, 2004.
- Monroe, scénario Pierre Wazem, Casterman, coll. « Un Monde », 2005.
- La petite fille et la mort, scénario Rodolphe, Magnard, coll. « Tipik Cadet », 2005.
- Temps de canard, Éditions de l'An 2, 2007.
- La fin du monde, scénario Pierre Wazem, Futuropolis, 2008.
- Sous-sols, scénario Pierre Wazem, Futuropolis, 2010.
- Kongo : le ténébreux voyage de Josef Teodor Konrad Korzneniowski, scénario Christian Perrissin, Futuropolis, 2013. Raconte le voyage de Joseph Conrad au cours duquel il écrivit Au cœur des ténèbres.
- Wonderland, Atrabile 2015[10].
- Femme sauvage, Futuropolis, 2019  (ISBN 9782754824569)[11].
- L'Attrape-Malheur, avec Fabrice Hadjadj, La Joie de lire, 2020.
- Terra Animalia, avec Patrick Mallet, La Joie de lire, 2024[6].

## Distinctions
- 1997 : Prix Rodolphe-Töpffer pour L'Émissaire[6]
- 2003 : Grand Prix du festival de Sierre pour L’Œil de la forêt[12],[6]
- 2009 : Prix du Jury œcuménique de la bande dessinée, pour La Fin du monde (avec Pierre Wazem)[13]
- 2013 : Prix Rodolphe-Töpffer pour Kongo : Le ténébreux voyage de Józef Teodor Konrad Korzeniowski (avec Christian Perrissin)[6]
- 2020 : Prix Tournesol pour Femme sauvage[14]

### Documentation
- Patrick Gaumer, « Tirabosco, Tom », dans Dictionnaire mondial de la BD, Paris, Larousse, 2010 (ISBN 9782035843319), p. 851-852.
- Tom Tirabosco (interviewé par Niki Picalitos), « L'Invité de Zep : Tom Tirabosco », DBD, no 8 (cahier n°2),‎ septembre 2000, p. 43-48.
- Zep, « L'Invité de Zep : Tom Tirabosco », DBD, no 8 (cahier n°2),‎ septembre 2000, p. 41.
- Frédéric Bosser, « Tom Tirabosco : l'appel d'un nouveau monde... », dBD, no 136,‎ septembre 2019, p. 50-55.
- Frédéric Bosser, « Tom Tirabosco : vingt ans après... », Les Arts dessinés, n°26, avril-juin 2024, p.18
- [vidéo][Production de télévision] « Invité : Tom Tirabosco », 19 mars 2024, 28 min (consulté le 20 juillet 2024)